# Ellen van Dijk
Eleonora Maria van Dijk (conocida como Ellen van Dijk; Harmelen, 11 de febrero de 1987) es una deportista neerlandesa que compite en ciclismo en la modalidad de ruta, perteneciendo al equipo Trek desde el año 2019; aunque también disputó competiciones de pista. Ha sido siete veces campeona mundial en ruta y una vez campeona mundial en pista.
En carretera obtuvo trece medallas en el Campeonato Mundial de Ciclismo en Ruta entre los años 2012 y 2022, una medalla de oro en los Juegos Europeos de Bakú 2015 y nueve medallas en el Campeonato Europeo de Ciclismo en Ruta entre los años 2016 y 2024. Además de una victoria de etapa del Giro de Italia Femenino de 2013 y la victoria en el Tour de Flandes de 2014.
Ganó una medalla de oro en el Campeonato Mundial de Ciclismo en Pista de 2008 y una medalla de plata en el Campeonato Europeo de Ómnium de 2008.
Participó en tres Juegos Olímpicos de Verano, en Londres 2012 ocupó el sexto lugar en persecución por equipos y el octavo en la contrarreloj, en Río de Janeiro 2016 quedó en el cuarto lugar en la contrarreloj y el vigesimoprimero en ruta y en París 2024 fue undécima en contrarreloj.

## Medallero internacional
| Campeonato Mundial | Campeonato Mundial        | Campeonato Mundial | Campeonato Mundial              |
| Año                | Lugar                     | Medalla            | Competición                     |
| ------------------ | ------------------------- | ------------------ | ------------------------------- |
| 2012               | Valkenburg (Países Bajos) | Medalla de oro     | Contrarreloj por equipos        |
| 2013               | Florencia (Italia)        | Medalla de oro     | Contrarreloj                    |
| 2013               | Florencia (Italia)        | Medalla de oro     | Contrarreloj por equipos        |
| 2015               | Richmond (Estados Unidos) | Medalla de plata   | Contrarreloj por equipos        |
| 2016               | Doha (Catar)              | Medalla de oro     | Contrarreloj por equipos        |
| 2016               | Doha (Catar)              | Medalla de plata   | Contrarreloj                    |
| 2017               | Bergen (Noruega)          | Medalla de oro     | Contrarreloj por equipos        |
| 2018               | Innsbruck (Austria)       | Medalla de bronce  | Contrarreloj                    |
| 2018               | Innsbruck (Austria)       | Medalla de bronce  | Contrarreloj por equipos        |
| 2020               | Imola (Italia)            | Medalla de bronce  | Contrarreloj                    |
| 2021               | Flandes (Bélgica)         | Medalla de oro     | Contrarreloj                    |
| 2021               | Flandes (Bélgica)         | Medalla de plata   | Contrarreloj por relevos mixtos |
| 2022               | Wollongong (Australia)    | Medalla de oro     | Contrarreloj                    |
| Juegos Europeos    |                           |                    |                                 |
| Año                | Lugar                     | Medalla            | Competición                     |
| 2015               | Bakú (Azerbaiyán)         | Medalla de oro     | Contrarreloj                    |
| Campeonato Europeo |                           |                    |                                 |
| Año                | Lugar                     | Medalla            | Competición                     |
| 2016               | Plumelec (Francia)        | Medalla de oro     | Contrarreloj                    |
| 2017               | Herning (Dinamarca)       | Medalla de oro     | Contrarreloj                    |
| 2018               | Glasgow (Reino Unido)     | Medalla de oro     | Contrarreloj                    |
| 2019               | Alkmaar (Países Bajos)    | Medalla de oro     | Contrarreloj                    |
| 2020               | Plouay (Francia)          | Medalla de plata   | Contrarreloj                    |
| 2021               | Trento (Italia)           | Medalla de oro     | Ruta                            |
| 2021               | Trento (Italia)           | Medalla de plata   | Contrarreloj                    |
| 2022               | Múnich (Alemania)         | Medalla de plata   | Contrarreloj                    |
| 2024               | Limburgo (Bélgica)        | Medalla de plata   | Contrarreloj                    |

| Campeonato Mundial | Campeonato Mundial       | Campeonato Mundial | Campeonato Mundial |
| Año                | Lugar                    | Medalla            | Competición        |
| ------------------ | ------------------------ | ------------------ | ------------------ |
| 2008               | Mánchester (Reino Unido) | Medalla de oro     | Scratch            |
| Campeonato Europeo |                          |                    |                    |
| Año                | Lugar                    | Medalla            | Competición        |
| 2008               | Alkmaar (Países Bajos)   | Medalla de plata   | Ómnium             |

1. ↑  Campeonato Europeo realizado sólo para la disciplina de ómnium.

## Palmarés

### Carretera
| 2006 - 1 etapa del Tour Féminin en Limousin 2007 - 1 etapa del Tour de la Isla de Chongming - Campeonato de los Países Bajos Contrarreloj 2008 - Campeonato Europeo Contrarreloj sub-23 - 1 etapa del Tour Féminin en Limousin 2009 - Campeonato Europeo Contrarreloj sub-23 - 1 etapa de la Holland Ladies Tour 2010 - Sparkassen Giro - 1 etapa de la Holland Ladies Tour 2011 - Tour de Catar Femenino, más 1 etapa - 1 etapa de la Profile Ladies Tour 2012 - Omloop van Borsele - Contrarreloj Omloop van Borsele - 2 etapas de la Gracia-Orlová - Campeonato de los Países Bajos Contrarreloj - Lotto-Decca Tour, más 1 etapa 2013 - Le Samyn des Dames - Contrarreloj Omloop van Borsele - Energiewacht Tour, más 1 etapa - Gracia-Orlová, más 3 etapas - Campeonato de los Países Bajos Contrarreloj - 1 etapa del Giro de Italia Femenino - Lotto-Belisol Belgium Tour - 3.ª en la Copa del Mundo - Boels Rental Ladies Tour - Chrono Champenois-Trophée Européen - Campeonato Mundial Contrarreloj - 3.ª en el Ranking UCI 2014 - Tour de Flandes - 2.ª en el Campeonato de los Países Bajos Contrarreloj - 1 etapa del Boels Rental Ladies Tour - Contrarreloj Omloop van Borsele 2015 - 1 etapa del Tour de Catar Femenino - Juegos Europeos Contrarreloj - 2.ª en el Campeonato de los Países Bajos Contrarreloj - Contrarreloj Omloop van Borsele 2016 - 1 etapa del Tour de Catar Femenino - Energiewacht Tour, más 1 etapa - 1 etapa del Tour de Turingia femenino - Campeonato Europeo Contrarreloj - 2.ª en el Campeonato del Mundo Contrarreloj | 2017 - Healthy Ageing Tour, más 1 etapa - 2.ª en el Campeonato de los Países Bajos Contrarreloj - Campeonato Europeo Contrarreloj - 1 etapa del Ladies Tour of Norway - Tour de Okinawa 2018 - Omloop van het Hageland - A Través de Flandes - 1 etapa del Tour de Turingia femenino - Campeonato de los Países Bajos Contrarreloj - Campeonato Europeo Contrarreloj - Madrid Challenge by La Vuelta - 3.ª en el Campeonato del Mundo Contrarreloj 2019 - A Través de Flandes - 1 etapa del Healthy Ageing Tour - 1 etapa del Tour de Turingia femenino - 2.ª en el Campeonato de los Países Bajos Contrarreloj - Campeonato Europeo Contrarreloj 2020 - 2.ª en el Campeonato Europeo Contrarreloj - 3.ª en el Campeonato Mundial Contrarreloj 2021 - Healthy Ageing Tour, más 1 etapa - 2.ª en el Campeonato de los Países Bajos Contrarreloj - 1 etapa del Lotto Belgium Tour - 2.ª en el Campeonato Europeo Contrarreloj - Campeonato Europeo en Ruta - Campeonato Mundial Contrarreloj 2022 - 1 etapa de la Setmana Ciclista Valenciana - EasyToys Bloeizone Fryslân Tour, más 1 etapa - Campeonato de los Países Bajos Contrarreloj - Baloise Ladies Tour, más 2 etapas - 2.ª en el Campeonato Europeo Contrarreloj - Campeonato Mundial Contrarreloj - Chrono des Nations 2024 - 1 etapa de la Vuelta a Extremadura Féminas - 1 etapa del Tour de Normandía - 2.ª en el Campeonato Europeo Contrarreloj 2025 - Vuelta a Extremadura Féminas, más 1 etapa |

### Pista
2006
- 3.ª en el Campeonato de los Países Bajos Persecución

2007
- Campeonato de los Países Bajos Persecución

2008
- Campeonato Mundial Scratch
- 2.ª en el Campeonato Europeo Omnium
- 2.ª en el Campeonato Europeo Persecución sub-23
- Campeonato Europeo Puntuación sub-23
- Campeonato Europeo Scratch sub-23  (título compartido con Lizzie Armitstead
- Campeonato de los Países Bajos Persecución

2009
- København Persecución
- København Puntuación

2010
- 2.ª en el Campeonato Mundial Omnium
- 3.ª Campeonato de los Países Bajos Puntuación

2011
- Astana Persecución por Equipos (haciendo equipo con Amy Pieters y Kirsten Wild)
- Campeonato de los Países Bajos Persecución
- Campeonato de los Países Bajos Madison (haciendo pareja con Kirsten Wild)

2012
- Récord de los Países Bajos Persecución por Equipos (3 km, haciendo equipo con Amy Pieters y Kirsten Wild — 3 min 20,013 s
- Revolution Series de Mánchester Puntuación (diciembre)

2022
- Récord de la hora

## Resultados en Grandes Vueltas y Campeonatos del Mundo
Durante su carrera deportiva ha conseguido los siguientes puestos en las Grandes Vueltas femeninas y en los Campeonatos del Mundo en carretera:
| Carrera              | Carrera              | 2006 | 2007 | 2008 | 2009 | 2010 | 2011 | 2012 | 2013 | 2014 | 2015 | 2016 | 2017 | 2018 | 2019 | 2020 | 2021 | 2022 | 2023 | 2024 |
| -------------------- | -------------------- | ---- | ---- | ---- | ---- | ---- | ---- | ---- | ---- | ---- | ---- | ---- | ---- | ---- | ---- | ---- | ---- | ---- | ---- | ---- |
|                      | Giro de Italia       | —    | —    | —    | —    | Ab.  | 94.ª | Ab.  | 24.ª | 26.ª | 23.ª | —    | —    | 33.ª | —    | 27.ª | 35.ª | —    | —    | —    |
|                      | Tour de l'Aude       | —    | 62.ª | 66.ª | —    | —    | X    | X    | X    | X    | X    | X    | X    | X    | X    | X    | X    | X    | X    | X    |
|                      | Tour de Francia      | —    | —    | —    | —    | X    | X    | X    | X    | X    | X    | X    | X    | X    | X    | X    | X    | 30.ª | —    | 59.ª |
| Mundial en Ruta      | Mundial en Ruta      | —    | —    | —    | —    | —    | —    | Ab.  | 16.ª | 29.ª | 10.ª | 85.ª | 15.ª | 60.ª | —    | 19.ª | 18.ª | 24.ª | —    | —    |
| Mundial Contrarreloj | Mundial Contrarreloj | —    | 17.ª | 20.ª | 20.ª | —    | 6.ª  | 5.ª  | 1.ª  | 7.ª  | 7.ª  | 2.ª  | 5.ª  | 3.ª  | —    | 3.ª  | 1.ª  | 1.ª  | —    | 8.ª  |

| —: No participó | Ab: Abandono | X: Edición no celebrada |

## Equipos
- Vrienden van het Platteland (2006-2008)
- Columbia/HTC/Specialized (2010-2013)
  - Team Columbia Women (2009)
  - HTC-Columbia Women's Team (2010)
  - HTC Highroad Women (2011)
  - Specialized-Lululemon (2012-2013)
  - Team Specialized-Lululemon (2012)
  - Specialized-Lululemon (2013)
- Boels Dolmans Cycling Team (2014-2016)
- Team Sunweb (2017-2018)
- Trek (2019-2025)
  - Trek-Segafredo Women (2019-2023)
  - Lidl-Trek (2024-2025)